# (35762) 1999 HF2
1999 HF2 (asteroide 35762) é um asteroide da cintura principal. Possui uma excentricidade de 0.14392540 e uma inclinação de 1.83292º.
Este asteroide foi descoberto no dia 20 de abril de 1999 por Korado Korlević e Mario Juric em Visnjan.